# Coupe du monde de Formule E de course aérienne
Pour les articles homonymes, voir Formule E.
La coupe du monde de Formule E (en anglais : Air Race E World Cup) est une compétition de course aérienne dont la première édition se tiendra en 2021. Les avions utilisent la réglementation de la catégorie de Formule 1, mais avec des moteurs électriques. Il s'agira de la première compétition mettant en concurrence des avions électriques.

## Historique
En avril 2019, il a été annoncé la création d'une nouvelle compétition similaire à la Air Race 1) initialement prévue pour 2020 puis decallée à 2021 pour cause de la pandémie COVID19. Cette course a été créée en collaboration avec Airbus et l'université de Nottingham.
Le 18 juin 2019, à l'occasion du salon du Bourget, Airbus confirme la participation de quatre équipes : deux américaines (AllWays Air Racing et Blue-BETA Racing), une néerlandaise (Team NL) et une britannique (Condor) pour l'édition 2021.